# 杜比納 (佐洛奇夫區)
49°58′37″N 25°5′56″E / 49.97694°N 25.09889°E
杜比納（烏克蘭語：Дубина），是烏克蘭西部的村落，隸屬利沃夫州佐洛奇夫區扎博洛特齊市鎮，距離布羅德約15公里，距離佐洛奇夫約27公里，距離布斯克約39公里，距離利維夫市中心約90公里，始建於600年，面積1.44平方公里，海拔高度264米，2001年人口245，人口密度每平方公里170.38人。